# Hitchcockella baronii
Hitchcockella es un género monotípico de planta herbácea perteneciente a la familia de las poáceas. Su única especie: Hitchcockella baronii A.Camus, es originaria de Madagascar donde se distribuyen en la Provincia de Antsiranana y la Provincia de Fianarantsoa.

## Descripción
Es un arbusto perennifolio. Los tallos de flores de hoja verde. Culmos leñosos y persistentes (delgados) ; No escandentes; ramificado arriba (las ramas en fascículos, más o menos curvadas). Ramas primarias con nodo mediados. Las hojas basalmente no agregadas,  lanceoladas a elípticas (acuminadas y mucronadas); estrechas; redondeadas en la base; pseudopeciolada, sin nervadura transversal (aparentemente); desarticulando de las vainas. Lígula presente ('casi ninguno').
. Plantas bisexuales, con espiguillas bisexuales; con flores hermafroditas.

## Taxonomía
Hitchcockella baronii fue descrita por Aimée Antoinette Camus y publicado en Comptes Rendus Hebdomadaires des Séances de l'Académie des Sciences 181: 253. 1925.
Etimología
Hitchcockella, nombre genérico que fue otorgado en honor de Albert Spear Hitchcock, agrostólogo americano.
baronii: epíteto